# Bathylagichthys
Bathylagichthys är ett släkte av fiskar. Bathylagichthys ingår i familjen Bathylagidae.
Kladogram enligt Catalogue of Life:
| Bathylagichthys | \| \| Bathylagichthys australis \| \| \| \| \| \| Bathylagichthys greyae \| \| \| \| \| \| Bathylagichthys longipinnis \| \| \| \| \| \| Bathylagichthys parini \| \| \| \| \| \| Bathylagichthys problematicus \| \| \| \| |
|                 | \| \| Bathylagichthys australis \| \| \| \| \| \| Bathylagichthys greyae \| \| \| \| \| \| Bathylagichthys longipinnis \| \| \| \| \| \| Bathylagichthys parini \| \| \| \| \| \| Bathylagichthys problematicus \| \| \| \| |
|                 | Bathylagoides |
|                 | |
|                 | Bathylagus |
|                 | |
|                 | Dolicholagus |
|                 | |
|                 | Leuroglossus |
|                 | |
|                 | Lipolagus |
|                 | |
|                 | Melanolagus |
|                 | |
|                 | Pseudobathylagus |
|                 | |
|                 | Bathylagichthys australis |
|                 | |
|                 | Bathylagichthys greyae |
|                 | |
|                 | Bathylagichthys longipinnis |
|                 | |
|                 | Bathylagichthys parini |
|                 | |
|                 | Bathylagichthys problematicus |
|                 | |

|  | Bathylagichthys australis     |
|  |                               |
|  | Bathylagichthys greyae        |
|  |                               |
|  | Bathylagichthys longipinnis   |
|  |                               |
|  | Bathylagichthys parini        |
|  |                               |
|  | Bathylagichthys problematicus |
|  |                               |